# Марина Кауцки
Марина Кауцки (девојачко Алексић; Београд, 16. децембар 1990) српска је филмска, телевизијска, позоришна и гласовна глумица.

## Биографија
Марина Кауцки је рођена 16. децембра 1990. године у Београду. Дипломирала је глуму на Факултету сценских и примењених уметности у класи професора Слободана Шуљагића. Игра у Позоришту на Теразијама у представама Грк Зорба (Елена) и Главо Луда (Луси). Бави се синхронизацијом филмова и серија за студије Блу хаус, Голд диги нет, Лаудворкс, Ливада Београд, Призор, Студио, Басивити и Синкер медија као и за Хепи ТВ.
Одрасла окружена традицијом, Марина се од детињства занимала за уметност израде народне ношње, да би преко друштвених мрежа почела промоцију фотографија у зубунима и јелецима, у комбинацији са урбаним начином одевања. Оснивач је одевног бренда „Опанчарева кћи“.

## Филмографија
| Год.   | Назив                              | Улога   |
| ------ | ---------------------------------- | ------- |
| 2010-е |                                    |         |
| 2013.  | Врата Србије: Мојсињска Света гора | Јелица  |
| 2015.  | Срце кловна                        | девојка |
| 2016.  | Андрија и Анђелка                  | Ник     |
| 2019.  | Нек иде живот                      | Исидора |

## Улоге у синхронизацијама
| Година     | Наслов                                          | Улога                                                       |
| ---------- | ----------------------------------------------- | ----------------------------------------------------------- |
| 2012-2023. | Миа и ја                                        | Миа                                                         |
| 2013.      | Инвазија Рабида                                 | разни ликови                                                |
| 2014-2019. | Патролне шапе                                   | Слаткица (С4-5), Ејс (сем у С2Е9, С7Е18)                    |
| 2014.      | Меде Медењаци: Добро дошли у Доброград          | Весела                                                      |
| 2015.      | Аватар: Легенда о Кори                          | Пема (С4, неке епизоде)                                     |
| 2015.      | Ванда и ванземаљац                              | додатни гласови                                             |
| 2015.      | Макс и Руби                                     | Кејти; Лили (С6, С7 неке епизоде)                           |
| 2015-2017. | Харви Кљунић                                    | додатни гласови                                             |
| 2015.      | Змајево гнездо: Зора ратника                    | Лија                                                        |
| 2015-2017. | Мале чаробнице                                  | Хејзел                                                      |
| 2015.      | Множење Адама                                   | Гилијан Бејкер                                              |
| 2015.      | Снежна краљица                                  | Алфида итд.                                                 |
| 2015.      | Снежна краљица 2: Снежни краљ                   | Алфида                                                      |
| 2015-2018. | Ники, Рики, Дики и Дон                          | Дон Харпер, Дебра                                           |
| 2015.      | Ни хао, Каи-Лан                                 |                                                             |
| 2016.      | Робомобил Поли                                  | Мини                                                        |
| 2016.      | Виолета                                         | Виолета Кастиљо                                             |
| 2016.      | 100 ствари које треба урадити пре средње школе  | Минди Мајнус                                                |
| 2016.      | Бела и Булдози                                  | Алисија                                                     |
| 2016.      | Изгубљени на Дивљем Западу                      | Кели                                                        |
| 2016.      | Или јеси или ниси вампир                        | Рита                                                        |
| 2016.      | Развали игру                                    | Хелен, Шанел, додатни гласови                               |
| 2016.      | Светлуцава и Сјајна                             | Принцеза Самира                                             |
| 2016.      | Тандерменови                                    | Смит, Деби, Стејси; Алисон (С3Е8), Рокси (С3Е25)            |
| 2016-2019. | Хенри Опасност                                  | Кортни Шем, Лејси Ламбер                                    |
| 2016.      | Школа рока                                      | Самер Хатавеј                                               |
| 2016.      | Алберт                                          | Лола                                                        |
| 2016.      | Алвин и веверице (2015)                         | Амбер (неке епизоде), Мери-Ен                               |
| 2017.      | Барби у шпијунској дружини                      | Рене                                                        |
| 2017.      | Воликазам                                       | Воли (С1Е13-14)                                             |
| 2017-2018. | Ригл акедеми                                    | Пинокија, Мерлина (С2), Палчица, Џојина мама                |
| 2017.      | Смањени Божић                                   | Баркли                                                      |
| 2017.      | Барби: Звездана пустоловина                     | Сал Ли                                                      |
| 2017.      | Дора и пријатељи                                | Иса                                                         |
| 2017.      | Тата-мата Расти                                 | Ана (С1-2)                                                  |
| 2017.      | Нела – витешка принцеза                         | Вилоу (С1 сем у С1Е35)                                      |
| 2018.      | Цеца Переца                                     | додатни гласови                                             |
| 2018.      | Барби: Авантуре у кући снова                    | Стејси, Ники, Дејзи (С1-4)                                  |
| 2018.      | Барби и њене сестре у јурњави за куцама         | Стејси, Острвска хостеса, Хани                              |
| 2018.      | Бекство из библиотеке господина Лемончела       | Хејли Дејли                                                 |
| 2018.      | Дух слободно јури                               | Абигејл Стоун                                               |
| 2018.      | Кућа Бука                                       | Фрида Касагранде (С3); Ејми, Нова девојка                   |
| 2018.      | Мистерија породице Хантер                       | додатни гласови                                             |
| 2018.      | Ралф растура интернет                           | Мулан                                                       |
| 2018.      | Спајдермен: Нови свет                           | Лајла                                                       |
| 2018.      | Сунчица Дан                                     | Блер (С1Е1-23, 27, 30)                                      |
| 2018.      | Чета витезова                                   | Дух сенке                                                   |
| 2018.      | H2O: Пустоловина сирена                         | Клио                                                        |
| 2019.      | Мали истраживачи                                |                                                             |
| 2019.      | Грдана — господарица зла                        | Ружица                                                      |
| 2019.      | Доживотна родбина                               | Натали                                                      |
| 2019.      | Нубови                                          | Лили (С1)                                                   |
| 2019.      | Чудовишна екипа математичара                    | Сидни                                                       |
| 2020.      | Барби: Принцезина авантура                      | Стејси, Дејзи, Ники                                         |
| 2020.      | Лењи град (Синкер медија)                       | Трикси (говор)                                              |
| 2020.      | Best Furry Friends                              | Кадлс                                                       |
| 2020.      | Скуби Ду је то и погоди још ко                  | Марла, Аико, додатни гласови                                |
| 2021.      | Меда са севера 2: Кључеви краљевства            | Марија                                                      |
| 2021.      | Аинбо – добри дух Амазоније                     | Ејнбо                                                       |
| 2021.      | Алиса и Луис                                    | Алиса                                                       |
| 2021.      | Барби и Челзи: Изгубљени рођендан               | Стејси, Лејси                                               |
| 2021.      | Барби: Велики град, велики снови                | Стејси, Ники, Дејзи, Дин Морисон                            |
| 2021.      | Острво Летњи Камп                               | Госпођа Кларинет (С3Е11), Малори (неке епизоде), Одета итд. |
| 2021.      | Фабрика снова                                   | Џени                                                        |
| 2022.      | Барби: Потребно је двоје                        | Стејси, Дин Морисон, Симон Робертс итд.                     |
| 2022.      | Коко Зека и тајна Мрког Хрчка                   | додатни гласови                                             |
| 2022.      | Ди-Си лига суперљубимаца                        | додатни гласови                                             |
| 2022.      | 100% вук                                        | Фреди (дете)                                                |
| 2023.      | Ратница Жада                                    | Јасмин (неке епизоде), додатни гласови                      |
| 2023.      | Супер Марио браћа: Филм                         | Принцеза Пич                                                |
| 2023.      | Мармадјук — бунтовник на четири ноге            |                                                             |
| 2023.      | Барби: Скипер и велика авантура са чувањем деце | Стејси, Ана                                                 |
| 2023.      | Барби: Додир чаролије                           | Стејси, Глиф, Симон Робертс                                 |
| 2024.      | Моја фрики породица                             | Алфида, нормална мама, близнакиње, Регина                   |
| 2024.      | Мале шапе на великом путовању                   | Сиси-Криси, Тами, Ескорт                                    |
| 2025.      | Снежна краљица 5: Чаробни портал                | Алфида                                                      |
| 2025.      | Мајнкрафт филм                                  | додатни гласови                                             |